# Листон, Трисия
Патрисия Морин «Трисия» Листон (англ. Patricia Maureen "Tricia" Liston; род. 10 февраля 1992 года в Чикаго, штат Иллинойс) — американская профессиональная баскетболистка, выступала в Женской национальной баскетбольной ассоциации за команду «Миннесота Линкс». На студенческом уровне она выступала за команду университета Дьюка «Дьюк Блю Девилз». Была выбрана «Линкс» на драфте ЖНБА 2014 года в первом раунде под общим 12-м номером.

## Выступления в Женской НБА
Трисия дебютировала в Женской НБА 16 мая 2014 года за «Миннесоту Линкс». В сезоне 2015 года она стала чемпионом ЖНБА в составе «Линкс». В апреле 2016 года Миннесота отчислила Листон из своего состава.

## Выступления за национальную сборную
В 2013 году Листон была выбрана в команду США для участия в летней Универсиаде в Казани (Россия). На Универсиаде команда США, под руководством Шерри Коал одержала победу во всех своих матчах и завоевала золотые медали. Листон в среднем за игру набирала по 8,2 очка, реализуя 64 % бросков с игры.